# Staurastrum muticum
Staurastrum muticum là một loài Song tinh tảo trong họ Desmidiaceae, thuộc chi Staurastrum.